# Derek Theler
Derek Theler, né le 29 octobre 1986 à Fort Collins, Colorado, est un acteur et mannequin américain. Il est surtout connu pour jouer le rôle de Daniel "Danny" Wheeler dans la sitcom, Baby Daddy (depuis 2012).

## Biographie
Derek Theler est né le 29 octobre 1986 à Fort Collins, Colorado.

### Vie privée
Il a fréquenté Chelsea Kane, sa partenaire dans Baby Daddy, de mai 2013 à avril 2014. Il a ensuite été le compagnon de l'actrice espagnole, Christina Ochoa de juillet 2014 à février 2016,,.
Depuis mai 2016, il partage la vie de l'actrice américaine, Lisa Marie Summerscales. Ils se sont mariés en septembre 2022.

## Carrière
Il commence sa carrière en 2010, avec la série Vampire Zombie Werewolf. L'année suivante, il est présent dans un épisode de 90210 Beverly Hills : Nouvelle Génération.
En 2012, il décroche un des rôles principaux, celui de Daniel "Danny" Wheeler dans la sitcom Baby Daddy, diffusée sur la chaîne ABC Family à partir de juin 2012. La série s'achève en 2017.

## Filmographie

### Cinéma

#### Longs métrages
- 2011 : Camp Virginovich de Michael Carrera et Russell Stuart : Derek Moore
- 2015 : Shark Killer de Sheldon Wilson : Chase Walker
- 2015 : Une mission pour Noël (How Sarah Got Her Wings) d'Edmund Entin et Gary Entin : Jordan

#### Courts métrages
- 2009 : G Love de P.B. Floyd : Cliff
- 2010 : Intrusion de Brian McCulley : Mike Myers
- 2012 : The Grass Is Greener de Joel Geist : Jay
- 2017 : Brotherly Love de Barry Battles : Chris

### Télévision

#### Séries télévisées
- 2010 : Vampire Zombie Werewolf: Derekktor
- 2011 : 90210 Beverly Hills : Nouvelle Génération (90210) : Shawn
- 2012 - 2017 : Baby Daddy : Daniel "Danny" Wheeler
- 2015 : Hôpital central (General Hospital) : Derek
- 2017 : American Housewife : Dirk
- 2018 : Ninjak vs. the Valiant Universe : X-O Manowar
- 2019 : American Gods : Donar
- 2019 : Wayne : Conan
- 2019 : Dollface : Ryan
- 2020 : 68 Whiskey : Sasquatch

#### Téléfilm
- 2016 : Un été secret (Secret Summer) de Rick Bota : Jake Kenman

## Distinctions

### Nominations
- 2013 : Teen Choice Awards : Meilleure révélation de l'année à la télévision pour Baby Daddy